# تاج الملوك بوري
تاج الملوك بوري بن ظهير الدين طغتكين (ولد سنة 478 هـ- ت. 526هـ/ 6 يونيو 1132) صاحب دمشق ؛ ملكها بعد والده ظاهر الدين طغتكين مؤسس الأسرة البورية الحاكمة في شهر صفر سنة 522 هـ، وهو أكبر أولاد طغتكين تولى الملك بعد أبيه وأقر وزير أبيه أبا علي طاهر بن سعد المزدغاني في وزارته وكان هذا الوزير رافضياً إسماعيليا ولكثرة الإسماعيلية بدمشق تقوى بهم وأصبحت سلطته غير محدودة. ولما بلغ بوري بن طغتكين أن وزيره وحزبه من الإسماعيلية كاتبوا ملك الصليبيين لتمليكهم دمشق أمر بقتل ذلك الوزير والإيقاع بالإسماعيلية حيث وجدوا، وفي هذه الأثناء قدم الفرنج الصليبيون إلى دمشق وحاصروها فاستنجد بوري بالعرب والتركمان من حكام مناطق سوريا وتصدى للصليبين فلم ينجح الصليبيون في حصارهم للمدينة العريقة ورجعوا إلى حيث أتوا وأتبعهم المسلمون يقتلون ويأسرون بهم 
من وزراءه أَبُو الذوَّاد ابْن الصُّوْفِيّ، ثُمَّ كَرِيْمُ الْملك ابْن عَمِّ المزدقَانِي.
وفي 5 جمادى الآخرة سنة 525هـ ثار الإسماعيلية على بوري فأصابوه بجرح اندمل ثم عاوده في رجب سنة 526هـ فتوفي منه لأربع سنين ونصف من ولايته. مات سنة ست وعشرين وخمس مائة/1132م.
تولى بعده ولده شَمْس المُلُوْك إِسْمَاعِيْل.